# Estació dels Guiamets
Els Guiamets és una estació de ferrocarril en desús propietat d'adif situada al municipi dels Guiamets, allunyada del nucli urbà, a la comarca del Priorat. L'estació es troba a la línia Reus-Casp i fins al 2025 hi tenien parada trens regionals de la línia R15 de Rodalies de Catalunya i la línia Ca6, ambdues operades per Renfe Operadora. L'any 2016 va registrar l'entrada de menys de 1.000 passatgers.
Aquesta estació, projectada inicialment per la Companyia dels Ferrocarrils Directes, va entrar en servei l'any 1891 quan va entrar en servei el tram construït per la Companyia dels Ferrocarrils de Tarragona a Barcelona i França (TBF) entre Marçà-Falset (1890) i Móra la Nova. L'any 2011 hi havia uns 3 trens que feien parada a l'estació, l'edifici de viatgers es troba tancat i no hi ha personal.
Durant la dècada del 1970 fou convertida en baixador i suprimit tot el seu personal. Les seves instal·lacions són dirigides pel CTC de Reus.
El mes de maig de 2008 Adif va anunciar que es licitaria la modernització de l'estació per augmentar la seguretat, eficàcia i fiabilitat de les instal·lacions.
El març de 2025 els trens van deixar de fer-hi parada, quedant sense servei comercial.

## Edifici de l'estació

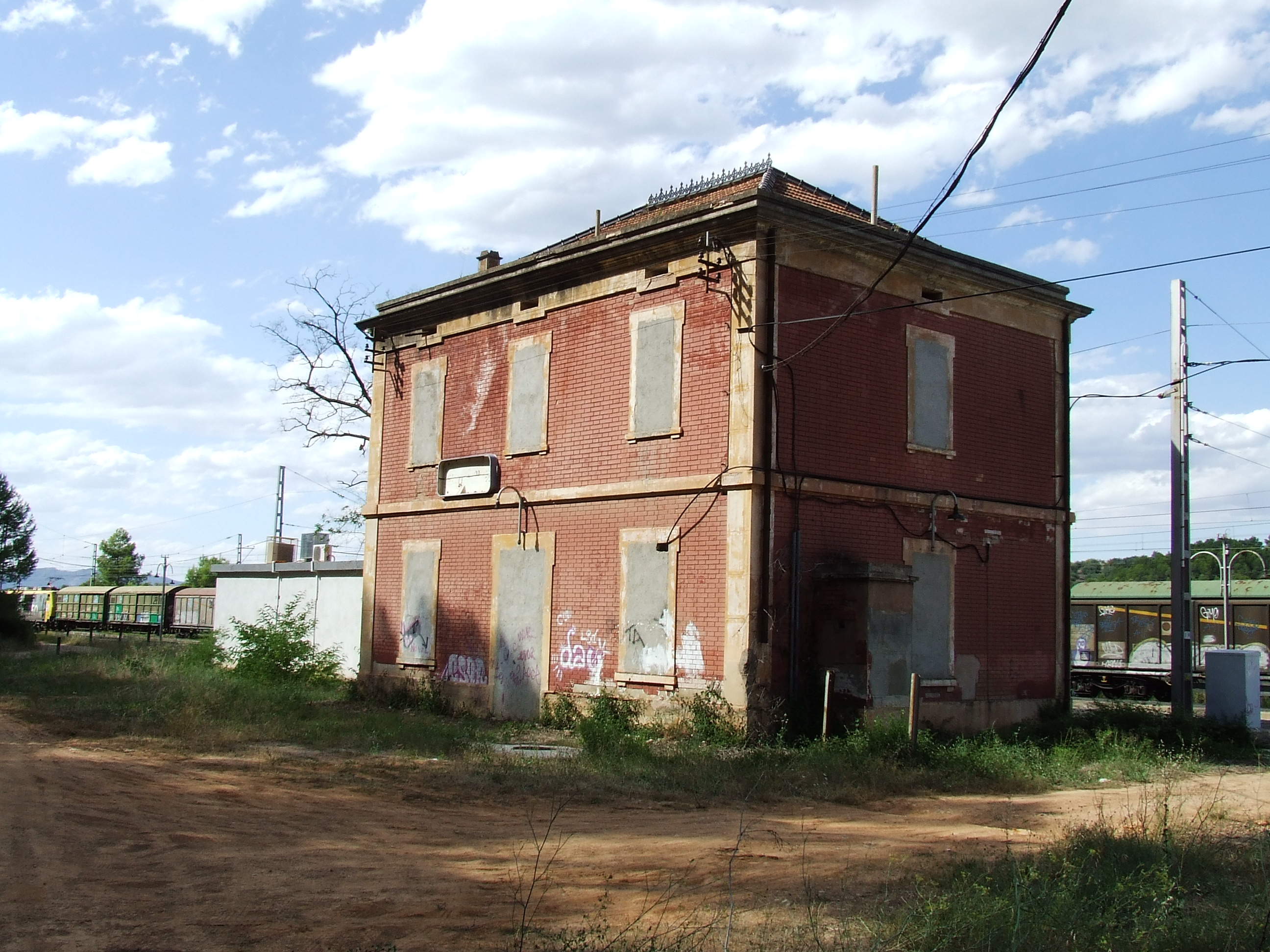
L'edifici de viatgers

El conjunt d'edificis format per l'estació de viatgers, els serveis, magatzems de mercaderies i bàscula, són obres d'estil eclèctic incloses en l'Inventari del Patrimoni Arquitectònic de Catalunya. L'edifici principal és de planta rectangular, amb planta baixa i un pis, bastit de maçoneria i maó arrebossat imitant obra vista, i cobert per una teulada a quatre vessants. En un costat té adossada la petita construcció d'accés a la cisterna. A la façana d'entrada s'hi obren una porta, flanquejada per dues finestres a la planta baixa i tres finestres al pis el qual està destinat a habitatge del cap d'estació. A la façana de les vies s'obren tres portes que donen accés al despatx del cap d'estació, vestíbul i sala d'espera, i tres finestres al pis. Dues finestres, una per pis, s'obren a cada paret lateral. La façana de vies i les parets laterals disposen de cartells de metall revestits de ceràmica amb la inscripció "GUIAMETS-SERRA DE ALMOS".

## Serveis ferroviaris
| Serveis regionals de Rodalies de Catalunya |              |       |          |                                                          |
| Procedència/Destinació                     | <            | Línia | >        | Procedència/Destinació                                   |
| Móra la Nova Flix Riba-roja d'Ebre         | Móra la Nova |       | Capçanes | Barcelona-Estació de França Barcelona-Sant Andreu Comtal |
| Casp Saragossa-Delicias                    | Móra la Nova |       | Capçanes | Barcelona-Estació de França Barcelona-Sant Andreu Comtal |